# Clossiana natazhati
Clossiana natazhati är en fjärilsart som beskrevs av Gibson 1920. Clossiana natazhati ingår i släktet Clossiana och familjen praktfjärilar. Inga underarter finns listade i Catalogue of Life.